# Miguel Oliveira
Miguel Ângelo Falcão de Oliveira (Almada, 4 de Janeiro de 1995) é um piloto de motociclismo português que participa na categoria de MotoGP com a equipa Prima Pramac Yamaha Racing Team.
Ganhou experiência em Moto3, tendo corrido na equipa da Estrella Galicia 0,0 em 2012 e na Mahindra Racing team em 2013 e 2014.
Em Setembro de 2014 assinou com a Red Bull KTM Ajo chegando ao título de vice-campeão em 2015.
Depois da passagem pela Leopard no ano de estreia em Moto2 (2016), reingressou na equipa da Red Bull KTM Ajo, a qual teve em 2017 a sua temporada de estreia na categoria intermédia, terminando a época em 3º lugar, a apenas 2 pontos do 2º classificado.
No início de 2018, foi eleito Desportista do Ano, na categoria de Atleta Masculino, pela Confederação do Desporto de Portugal, assim como nomeado Embaixador Global da Integridade e Transparência no Desporto pela Sport Integrity Global Alliance (SIGA).
Durante o Grande Prémio de Jerez foi confirmado que Miguel Oliveira vai competir no MotoGP até 2020 na equipa Red Bull KTM Tech 3 com motos iguais à equipa de fábrica e irá manter o número 88.
O piloto venceu, em 3 de Junho de 2018, o Grande Prémio de Itália em Moto2, sexta prova do campeonato do mundo de motociclismo de velocidade, cumprindo as 21 voltas em 39.42,018 minutos.
Em 2020 Miguel Oliveira alcançou a sua primeira vitoria na classe rainha do MotoGP, aos comandos da sua KTM RC16, pela equipa Tech3, no Red Bull Ring ("casa" da KTM).
No dia 22 de Novembro do mesmo ano, o piloto almadense ainda na equipa Tech3 partiu da primeira posição para a 14ª e última corrida da temporada, venceu o Grande Prémio de Portimão, depois de ter conquistado também a primeira "pole position" da sua carreira e da história do motociclismo português.
Para a temporada de MotoGP de 2023, Miguel Oliveira correu pela equipa satélite da Aprilia, a CryptoDATA Aprilia RNF.
No final de 2023 CryptoDATA Aprilia RNF viu a sua licença para 2024 revogada por ter sido considerada violadora do acordo de participação. A Trackhouse Racing foi posteriormente anunciada como substituta da RNF, assumindo-se como equipa independente da Aprilia e mantendo os pilotos Miguel Oliveira e Raúl Fernández da RNF.

## Oliveira Cup
Em 2017, Miguel Oliveira iniciou um projecto pedagógico pioneiro em Portugal – o Oliveira Cup. 
Este Troféu Escola de Motociclismo, como o seu mentor, é dirigido a jovens dos 10 aos 14 anos de idade e tem como intuito encontrar o seu “sucessor”.  
Contou no primeiro ano com 12 pilotos e prepara-se para uma nova edição, em 2018.  
Pedro Fraga em 2018 campeão e Rafael Damásio ficou apenas a 360 pontos de ser campeão.  
Em 2019, Pedro Fraga voltou a ser campeão mas desta vez com Diniz Borges a fixar com a 2 posição, e Rafael Damásio a voltar a ficar a 3 pontos de ser vice campeão.
Paralelamente, e com o mesmo intuito, Miguel Oliveira tem ainda um papel preponderante na preparação de jovens talentos provenientes do Oliveira Cup que se iniciam no Campeonato Nacional de Velocidade, sob a chancela da Miguel Oliveira Fan Club Racing Team.

## Temporadas
| Temp. | Cat.   | Moto        | Equipa                      | Nº    | Corridas | Vitórias | Pódios | Poles | V.Ráp. | Pts  | Pos  |
| ----- | ------ | ----------- | --------------------------- | ----- | -------- | -------- | ------ | ----- | ------ | ---- | ---- |
| 2011  | 125cc  | Aprilia     | Andalucia Banca Civica      | 44    | 11       | 0        | 0      | 0     | 0      | 44   | 14º  |
| 2012  | Moto3  | Suter Honda | Estrella Galicia 0,0        | 44    | 17       | 0        | 2      | 0     | 0      | 114  | 8º   |
| 2013  | Moto3  | Mahindra    | Mahindra Racing             | 44    | 17       | 0        | 1      | 1     | 3      | 150  | 6º   |
| 2014  | Moto3  | Mahindra    | Mahindra Racing             | 44    | 17       | 0        | 1      | 0     | 0      | 110  | 10º  |
| 2015  | Moto3  | KTM         | Red Bull KTM Ajo            | 44    | 17       | 6        | 9      | 1     | 3      | 254  | 2º   |
| 2016  | Moto2  | Kalex       | Leopard Racing              | 44    | 14       | 0        | 0      | 0     | 0      | 36   | 21º  |
| 2017  | Moto2  | KTM         | Red Bull KTM Ajo            | 44    | 18       | 3        | 9      | 2     | 3      | 241  | 3º   |
| 2018  | Moto2  | KTM         | Red Bull KTM Ajo            | 44    | 18       | 3        | 12     | 0     | 1      | 297  | 2º   |
| 2019  | MotoGP | KTM         | Red Bull KTM Tech 3         | 88    | 16       | 0        | 0      | 0     | 0      | 33   | 17º  |
| 2020  | MotoGP | KTM         | Red Bull KTM Tech 3         | 88    | 14       | 2        | 2      | 1     | 1      | 125  | 9º   |
| 2021  | MotoGP | KTM         | Red Bull KTM Factory Racing | 88    | 18       | 1        | 3      | 0     | 1      | 94   | 14º  |
| 2022  | MotoGP | KTM         | Red Bull KTM Factory Racing | 88    | 20       | 2        | 2      | 0     | 0      | 149  | 10º  |
| 2023  | MotoGP | Aprilia     | CryptoDATA Aprilia RNF      | 88    | 16       | 0        | 0      | 0     | 0      | 76   | 16º  |
| 2024  | MotoGP | Aprilia     | Trackhouse Racing           | 88    | 15       | 0        | 0      | 0     | 0      | 75   | 15º  |
| 2025  | MotoGP | Yamaha      | Prima Pramac Yamaha MotoGP  | 88    | 7        | 0        | 0      | 0     | 0      | 6*   | 23º* |
| Total | Total  | Total       | Total                       | Total | 239      | 17       | 41     | 5     | 12     | 1801 |      |

## Estatísticas de carreira

### Red bull MotoGP Rookies Cup

#### Corridas por Ano
| Year | 1    | 2    | 3     | 4   | 5   | 6     | 7     | 8   | 9    | 10   | Pos  | Pts |
| ---- | ---- | ---- | ----- | --- | --- | ----- | ----- | --- | ---- | ---- | ---- | --- |
| 2008 | SPA1 | SPA2 | POR 8 | FRA | ITA | GBR 1 | NED 1 | GER | CZE1 | CZE2 | 12th | 58  |

## Vida pessoal

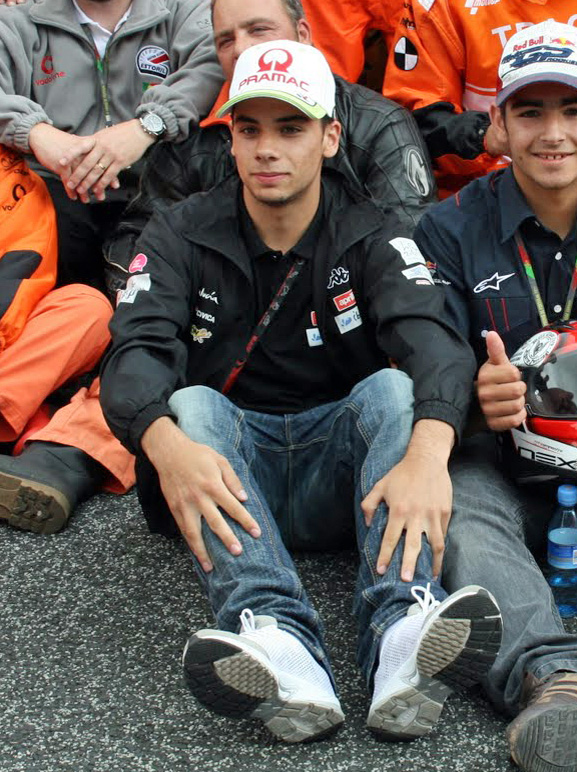

Em 2003, após a separação dos seus pais, Miguel ficou a viver com o seu progenitor, Paulo Oliveira. Mais tarde, o pai acabaria por se juntar e casar com Cristina Oliveira, tinha então Miguel 8 anos. 
A madrasta tinha já dois filhos de uma relação anterior, e em 2016, Miguel iniciou uma relação amorosa com Andreia Pimenta, filha da sua madrasta.
Em setembro de 2020, Miguel Oliveira anunciou o seu casamento com Andreia Pimenta. Em 2021, o casal anunciou que estavam à espera da sua primeira filha.